# Raymond Hecht
Raymond Hecht (Alemania, 11 de noviembre de 1968) es un atleta alemán retirado especializado en la prueba de lanzamiento de jabalina, en la que ha conseguido ser medallista de bronce europeo en 1998.

## Carrera deportiva
En el Campeonato Europeo de Atletismo de 1998 ganó la medalla de bronce en el lanzamiento de jabalina, llegando hasta los 86.63 metros, siendo superado por los británicos Steve Backley y Mick Hill (plata).